# Night Head 2041
Night Head 2041 (stilisiert als NIGHT HEAD 2041) ist eine japanische Animeserie, die auf der japanischen Fernsehdramaserie Night Head von 1992 basiert. Die Serie wurde von Shirogumi animiert, unter der Regie von Takamitsu Hirakawa und geschrieben von George Iida, dem Regisseur des ursprünglichen Dramas. Original-Charakterdesigns stammen vom Mangaka Oh! Great, während Kenichiro Tomiyasu die Konzeptkunst zeichnete. Yutaka Yamada komponierte die Musik der Serie und Slow Curve war für die Planung und Produktion verantwortlich. Es wurde von Juli bis September 2021 im +Ultra-Programmblock von Fuji TV ausgestrahlt. Who-ya Extended spielte den Eröffnungs-Titelsong der Serie, Icy Ivy, während Myuk den End-Titelsong der Serie, Shion, aufführte. Crunchyroll hat die Serie lizenziert.

## Synchronisation
| Rolle            | japanischer Sprecher (Seiyū) |
| ---------------- | ---------------------------- |
| Naoto Kirihara   | Daisuke Ono                  |
| Naoya Kirihara   | Nobunaga Shimazaki           |
| Takuya Kuroki    | Takahiro Sakurai             |
| Yūya Kuroki      | Kensho Ono                   |
| Michio Sonezaki  | Kazuyuki Okitsu              |
| Reika Muto       | Lynn                         |
| Daisuke Honda    | Yasuhiro Mamiya              |
| Kimie Kobayashi  | Yōko Hikasa                  |
| Yui Akiyama      | Reina Ueda                   |
| Shoko Futami     | Kaori Maeda                  |
| Kyōjirō Mikuriya | Banjō Ginga                  |
| Suguru Kakitani  | Tomoaki Maeno                |
| Miki Tachibana   | Aya Endō                     |
| Mikie Fujiki     | Chikahiro Kobayashi          |
| Kōji Kazama      | Tomokazu Sugita              |
| Emily Shinjō     | Saori Hayami                 |
| Losyukov         | Kōsei Hirota                 |
| Victor           | Tarusuke Shingaki            |
| Akiko Okuhara    | Mari Yokoo                   |
| Ältere Misaki    | Motomu Kiyokawa              |

## Adaptionen
Eine Manga-Adaption mit Kunst von Akira Ogawa wird seit dem 28. April 2021 online über die YanMaga-Website von Kōdansha veröffentlicht und in zwei Tankōbon-Bänden gesammelt. Eine von George Iida in Zusammenarbeit mit Kawato Azusa geschriebene Romanadaption wurde zwischen August und September 2021 in zwei Bänden veröffentlicht. Eine Bühnenstückadaption wurde ebenfalls angekündigt.

## Handlung
Zu Beginn bekommen die Brüder Naoto und Naoya plötzlich Superkräfte, die sie nicht kontrollieren können. Wegen dieser übersinnlichen und unkontrollierbaren Kräfte werden die Brüder aus der Gesellschaft ausgestoßen und müssen die letzten 15 Jahre in einem Forschungslabor als Testkaninchen verbringen, um die Menschheit davor zu schützen. Als sie das Labor plötzlich verlassen dürfen, hoffen sie, dass der Grund für die Abstoßung von vor 15 Jahren die Akzeptanz der Menschen Hellsehern gegenüber sei. Nachdem sie das Labor verlassen, befinden sich Naoto und Naoya in Tokyo, im Jahr 2041 wieder, in dem jegliche Information von übernatürlichen Kräften zensiert wird. Doch eine Organisation versucht diese Verleumdung aufrechtzuerhalten und jagt jeden, der anderer Meinung ist. Verfolgt werden sie von einem weiteren Brüderpaar, Takuya und Yuya Kuroki, die Teil der Nationalen Sicherheitskräfte sind. Die mysteriöse Vernetzung der Kirihara-Brüder mit den Kuroki-Brüder wird als "Paradoxon" Beziehung betitelt und wird in verschiedenen Zeitepochen und Parallelwelten im Laufe der Geschichte nach und nach enthüllt.

## Episodenliste
| Episode | Deutscher Titel                                   | Deutsche Online Premiere in Crunchyroll | Original Titel                            | Original-TV-Premiere in Fuji TV |
| ------- | ------------------------------------------------- | --------------------------------------- | ----------------------------------------- | ------------------------------- |
| 1       | Anfang - Onset -                                  | 14.07.2021                              | Kekkai -Onsetto-                          | 15.07.2021                      |
| 2       | Täuschung - Deception -                           | 21.07.2021                              | Nisemono -Desepushon-                     | 22.07.2021                      |
| 3       | Komplikation, Auslöseimpuls - Awakening -         | 28.07.2021                              | Sakusō, Keiki -Aweikuningu-               | 29.07.2021                      |
| 4       | Auslöser - Resonance -                            | 04.08.2021                              | Shokuhatsu -Rezonansu-                    | 05.08.2021                      |
| 5       | Futami Shoko - Shoko -                            | 11.08.2021                              | Futami Shōko -Shōko-                      | 12.08.2021                      |
| 6       | Ideologien, Konfrontation - Showdown -            | 18.08.2021                              | Shisō, Taiji -Shōdaun-                    | 19.08.2021                      |
| 7       | Zwischenraum der Welten - Between the Worlds -    | 25.08.2021                              | Sekai no Hazama -Bituīn za Wāruzu-        | 26.08.2021                      |
| 8       | Erkenntnis der Zerstörung - March to Decimation - | 01.09.2021                              | Hametsu e no Keiji -Māchi tu Deshimēshon- | 02.09.2021                      |
| 9       | Gegenwind - Paradox -                             | 08.09.2021                              | Gyakuri -Paradokkusu-                     | 09.09.2021                      |
| 10      | Schutz und Rettung - Our Destiny -                | 15.09.2021                              | Shugo to Kyūsai -Awā Disutenī-            | 16.09.2021                      |
| 11      | Dimensionenverblendung - Unity -                  | 22.09.2021                              | Jikū Yūgō -Yunitī-                        | 23.09.2021                      |
| 12      | Erbe und Wiedergeburt - Start Over -              | 29.09.2021                              | Keishō, Kaiten -Sutāto Ōbā-               | 30.09.2021                      |